# Claudia Becker

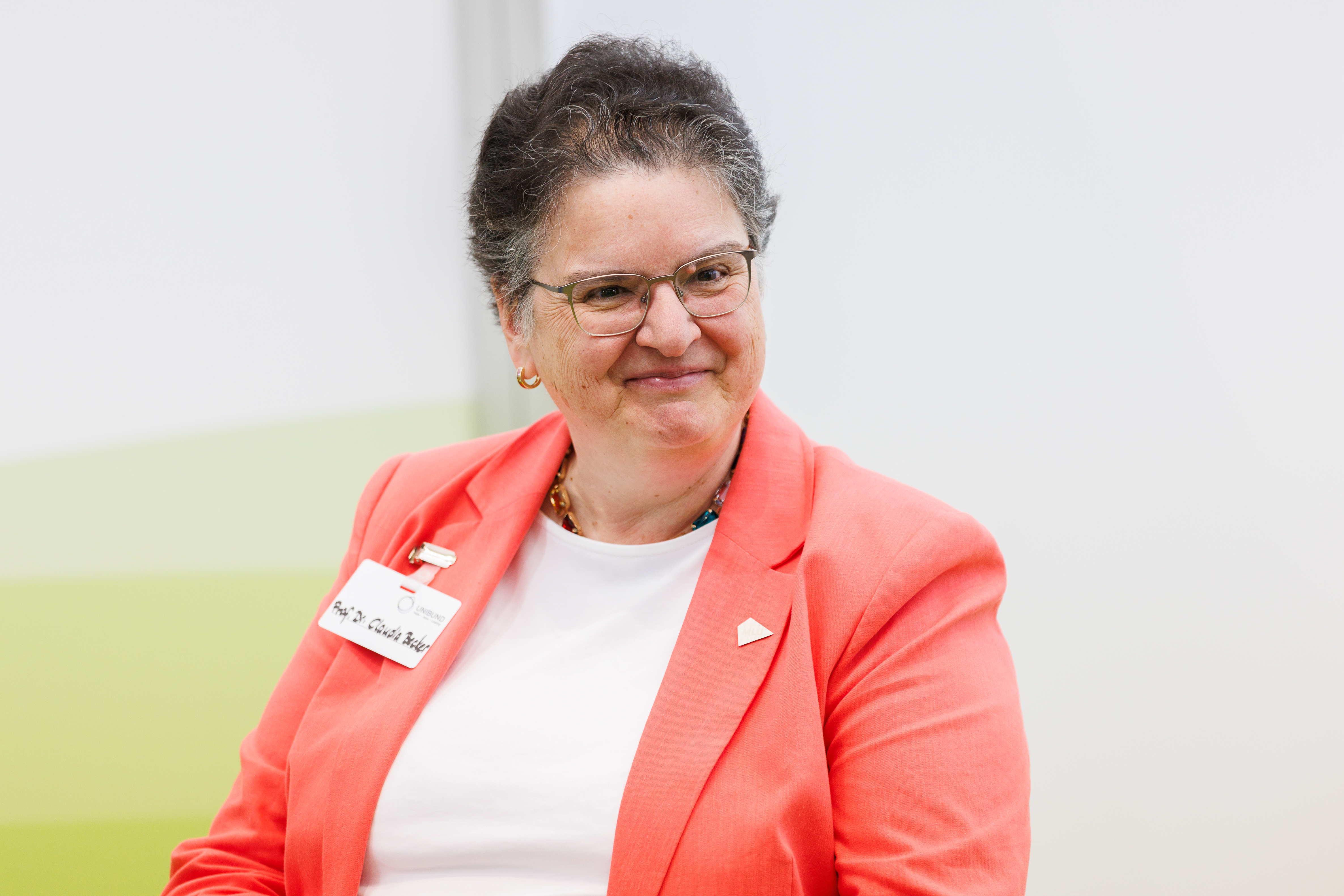
Claudia Becker 2025 auf der Leipziger Buchmesse

Claudia Becker (* 13. Oktober 1967 in Haan) ist eine deutsche Hochschullehrerin und Statistikerin. Seit dem 1. September 2022 ist sie Rektorin der Martin-Luther-Universität Halle-Wittenberg.

## Leben
Claudia Becker studierte von 1986 bis 1993 Statistik und Informatik in Dortmund. 1996 wurde sie in Dortmund promoviert und 2002 habilitiert. Im selben Jahr folgte Becker einem Ruf der Martin-Luther-Universität Halle-Wittenberg und hat dort seitdem den Lehrstuhl für Statistik inne. Von 2012 bis 2014 war Claudia Becker Prodekanin des Wirtschaftswissenschaftlichen Bereichs der Universität. Daran schloss sich eine vierjährige Amtszeit als Dekanin der Juristischen und Wirtschaftswissenschaftlichen Fakultät an.
Beckers Forschungsschwerpunkte liegen in robusten statistischen Verfahren bzw. Methoden und Ausreißeridentifizierung sowie der Entwicklung statistischer Methoden.
Am 13. Juli 2022 wurde Claudia Becker zur Nachfolgerin von Christian Tietje als Rektorin der Martin-Luther-Universität gewählt. Sie ist damit die erste Frau, die der Universität seit ihrer Gründung vorsteht.

## Publikationen (Auswahl)
- Robustness and Complex Data Structures, Festschrift in Honour of Ursula Gather, Springer, Heidelberg 2013, ISBN 978-3-642-35494-6.
- Schließende Statistik. Grundlegende Methoden. Springer, Berlin 2004, ISBN 9783540218388.